# Heinrich Klerx
Heinrich Klerx (* 19. September 1890 in Mönchengladbach; † 21. Februar 1951 in Bergisch Gladbach) war ein deutscher Politiker und ehemaliger Landtagsabgeordneter (SPD).

## Leben und Beruf
Nach dem Schulbesuch absolvierte er eine Schuhmacherlehre und legte 1917 die Meisterprüfung ab. Von 1919 bis 1933 war er Bezirksleiter bzw. Gauleiter des Reichsbundes der Kriegsbeschädigten. Anschließend war er bis 1945 Versicherungsangestellter und nach dem Zweiten Weltkrieg bis 1947 in der Kranken- und Arbeitslosenversicherung sowie danach bis zu seinem Tod als Landesrat bei der Landesversicherungsanstalt Rheinland. In Bergisch Gladbach wurde die Heinrich-Klerx-Straße nach ihm benannt.

## Politik
1918 wurde Klerx Mitglied der SPD. Ab 1946 war er Landesvorsitzender des Verbandes der Körperbeschädigten, Sozialrentner und Hinterbliebenen.
Vom 20. April 1947 bis zum 21. Juli 1947 war Klerx Mitglied des Landtags des Landes Nordrhein-Westfalen. Er wurde über die Landesliste seiner Partei gewählt.